# Carnotaurus
Carnotaurus var ett släkte köttätande dinosaurier som hittats i nuvarande Argentina, Sydamerika och som levde under den senare delen av kritaperioden för 72 till 69,9 miljoner år sedan. Den enda arten är Carnotaurus sastrei och är representerad av ett enda mycket välbevarat skelett vilket gör den till en av de mest välstuderade theropoderna från södra halvklotet. 
Släktet namngavs av José Bonaparte 1985, och beskrevs utförligt 1990. Namnet kommer från de latinska orden carnis ("kött") och taurus ("tjur"), och betyder då "köttätande tjur" efter släktets tjur-liknande horn. Carnotaurus räknas till familjen Abelisauridae, men närmare släktskap är något kontroversiellt. Den kan vara närmast släkt med antingen Aucasaurus eller Majungasaurus. 

## Beskrivning

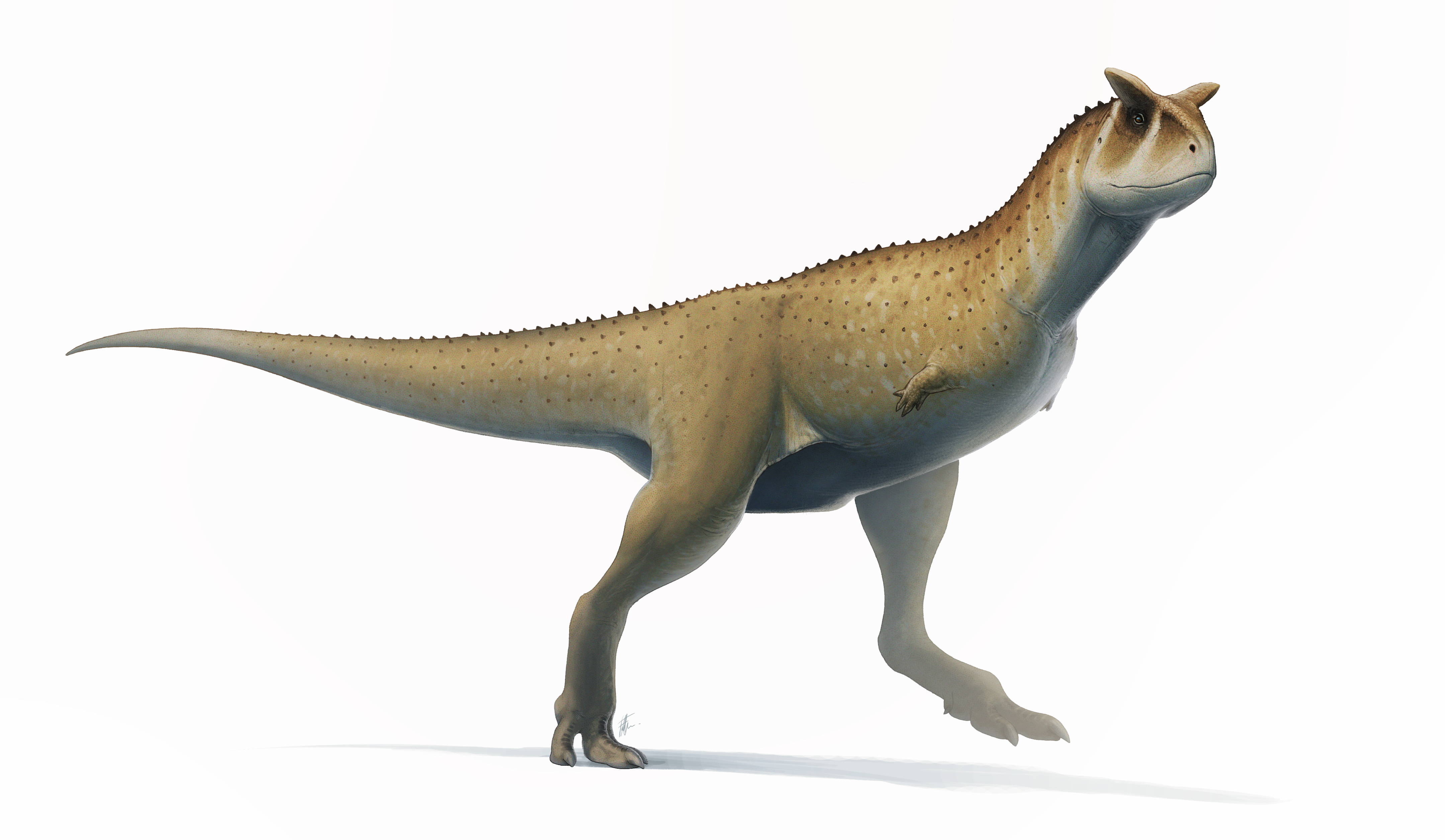
Rekonstruktion av Carnotaurus.

Carnotaurus var ett relativt stort rovdjur, men lätt byggd. Den enda kända individen var mellan 7,5 och 9 meter lång.
I likhet med andra rovdinosaurier var den utpräglad att gå uteslutande på de långa bakbenen, och balanserade kroppen med sin långa, kraftiga svans. I likhet med sina närmaste släktingar har Carnotaurus många karaktäristiska drag som skiljer den från andra grupper med rovdinosaurier; skallen är ovanligt kort och hoptryckt, och ögonen mycket små. Ögonen är riktade framåt, vilket betyder att carnotaurus kan ha haft binokulär syn. Vad de grova hornen på huvudet kan ha fyllt för funktion är osäkert, men de liknar inget annat som uppkommit hos theropoderna i sin uppbyggnad och sitt utseende. 
Carnotaurus hade relativt lång hals jämfört med andra större theropoder. Bröstkorgen var djup, och frambenen var väldigt korta och styva, med obetydliga fingrar. Fossiliserade hudavtryck har visat att Carnotaurus hade ett skinn bestående av stora knölar. Den långa svansen tros ha förankrat stora muskler till bakbenen, och forskare gissar att Carnotaurus, trots sin storlek, kunde springa ganska fort på kortare sträckor.